# سلامت در ژاپن

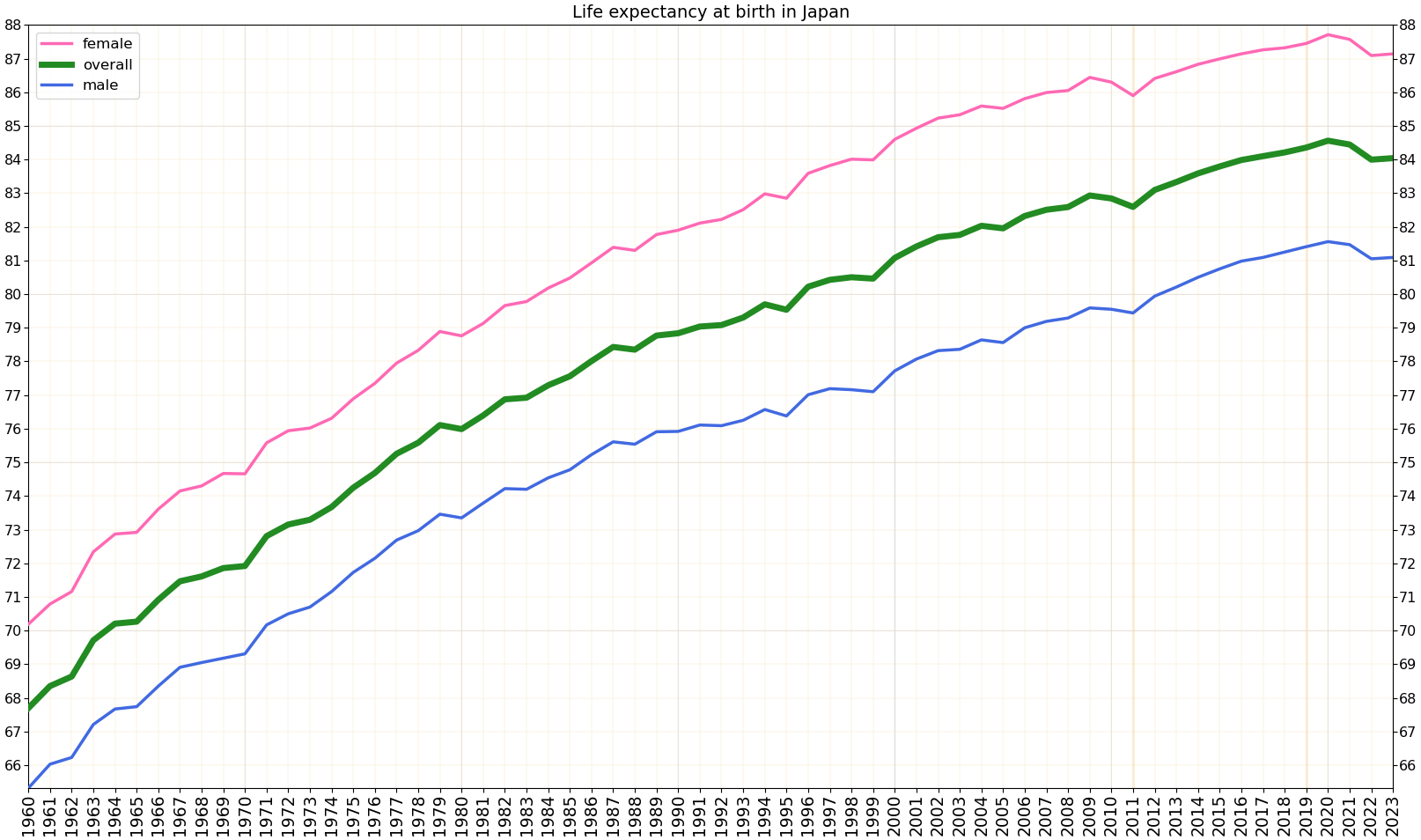
متوسط طول عمر در ژاپن

میزان سلامت در ژاپن به عوامل مختلف فرهنگی مرتبط هست. «جان کریتون کمبل»، استاد دانشگاه میشیگان و توکیو، در گزارشی به نیویورک‌تایمز در سال ۲۰۰۹ اظهار کرد که ژاپنی‌ها، سالم‌ترین مردم زمین هستند.
مردم ژاپن سالانه تقریباً ۱۴ بار به پزشک مراجعه می‌کنند که چهار برابر بیشتر از میزان مراجعه مردم آمریکا به پزشک هست. در سال ۲۰۱۳، متوسط طول عمر در ژاپن، ۸۳/۳ بود که از بالاترین ارقام جهان هست.
طبق گزارش جدیدی در سپتامبر ۲۰۱۸، در بین ۲۰ کشور بزرگ جهان، ژاپن بیشترین میزان سرمایه انسانی محتمل را داشت؛ و برای سنین ۲۰ تا ۶۴ سال، ۲۴/۱ سال سلامت، آموزش و یادگیری سازگار شده پیش‌بینی شد.

## بیماری‌های مزمن
در سال ۲۰۱۴، نرخ چاقی در ژاپن ۳/۳ درصد بود که این رقم ۱۰ درصد از میزان چاقی در ایالات متحده هست. ژاپن در میان کشورهای سازمان توسعه و همکاری اقتصادی، کمترین میزان بیماری‌های قلبی، و در میان کشورهای توسعه یافته، کمترین میزان زوال عقل را دارد.

## خودکشی

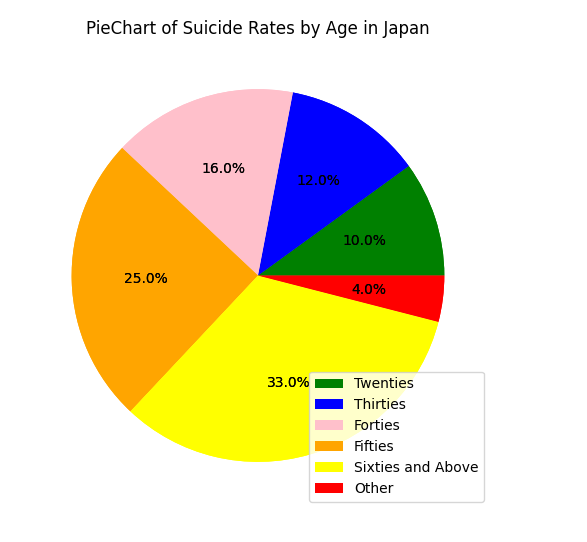
درصد خودکشی در ژاپن براساس سن، در سال ۲۰۰۳

نرخ خودکشی در ژاپن به نسبت ایالات متحده بالا هست. طبق پژوهش مارک دی وست، محقق آمریکایی، درصد خودکشی به مدت ۱۲ دهه صعودی هست. در سال ۱۹۹۸، نرخ خودکشی به میزان هشداردهنده‌ای بالا رفت و تا سال ۲۰۱۱ کاهش چندانی پیدا نکرد.
طبق گزارش یومیوری شیمبون در ژوئن ۲۰۰۸، در دهه اخیر سالانه بیشتر از ۳۰ هزار نفر خودکشی کردند؛ و در سال ۲۰۱۱، نرخ خودکشی برای چهارده‌سال پیاپی، بیشتر از ۳۰ هزار نفر در سال بود.
طبق تحقیقی در سال ۲۰۰۶، احتمال داده شد که مشکلات سلامت از عوامل ۵۰ درصد از خودکشی‌های ژاپن هست؛ با اینحال آمارهای گزارش یومیوری در سال ۲۰۰۷ نشان می‌دهد که ۲۴۷ کودک دانش‌آموز معمولا در نتیجه قلدری، خودکشی کرده بودند.
به نظر می‌رسد که با افزایش سن، نرخ خودکشی بیشتر می‌شود؛ در آمار خودکشی سال ۲۰۰۳، ده درصد از افراد در دهه بیست، ۱۲ درصد در دهه سی، ۱۶ درصد در دهه چهل، ۲۵ درصد در دهه پنجاه، و ۳۳ درصد در دهه شصت یا بیشتر زندگی خود بودند.
در نگاه فرهنگ ژاپن، خودکشی را غیراخلاقی یا گناه‌آلود نیست. طبق مقاله‌ای در سال ۲۰۰۲، فرهنگ سنتی ژاپن، خودکشی را عملی اخلاقی می‌پندارد که براساس آن حس وظیفه‌شناسی فرد در قبال جامعه مشخص می‌شود. با توجه به فرهنگ جمع‌گرا ژاپن، هر فرد به عنوان بخشی از گروه در نظر گرفته می‌شود. وقتی که افراد احساس می‌کنند که خودکشی به نفع گروه هست، ملزم به در نظر گرفتن آن می‌شوند. آنها باور دارند که فداکردن جانشان وظیفه‌ای اخلاقی در قبال گروه هست. به همین دلیل روانپزشکان و دیگر متخصصان سلامت روان در ژاپن به سختی می‌توانند نرخ خودکشی را کاهش دهند.

## مصرف دخانیات

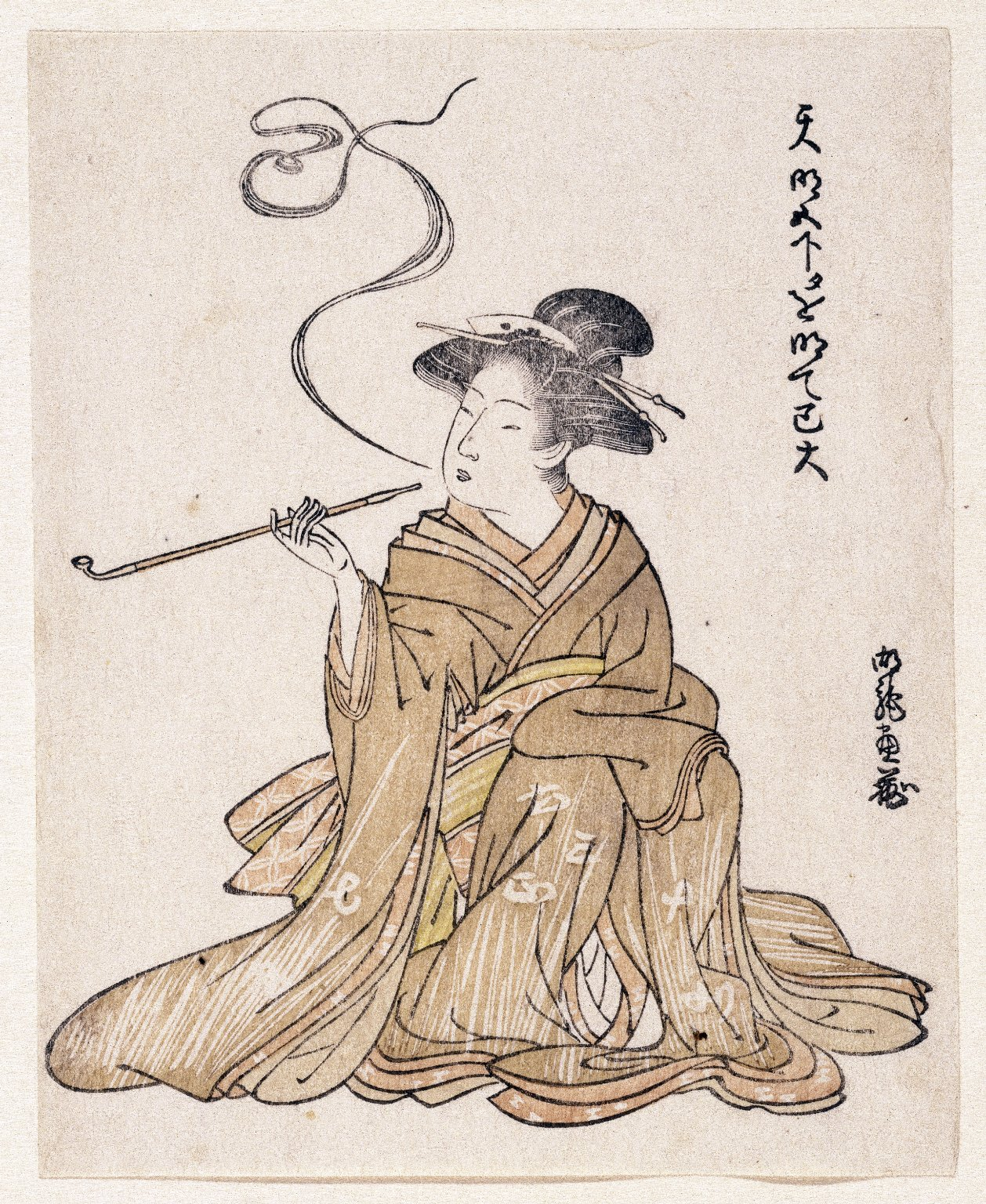
اِ گُ‌یوُمی (بانوی سیگاری) چاپ چوپی

مصرف دخانیات از بزرگ‌ترین مشکلات سلامت در ژاپن هست. تادائو کاکیزوئه، رئیس افتخاری مرکز سرطان ملی ژاپن، اعلام کرد که از هر ده نفر، یک نفر به علت دخانیات جان خود را از دست می‌دهد و سالانه بیشتر از ۱۰۰ هزار نفر به این علت می‌میرند.

## مصرف نوشیدنی‌های الکلی
طبق تحقیقات اوساکی، استاد دانشگاه توتوری، مصرف بیش از اندازه الکل در ژاپن سالانه ۴/۱۵ هزار میلیارد ین هزینه اجتماعی به دنبال دارد.

## دسترسی به خدمات
خدمات بهداشتی در ژاپن توسط بیمارستان یا کلینیک‌های عمومی یا خصوصی ارائه می‌شود. در برخی از مناطق مشکل کمبود فضا وجود دارد؛ طبق گزارش دولتی در سال ۲۰۰۷، بیشتر از ۱۴ هزار بیمار اورژانسی در ژاپن، در بیمارستان بیش از معالجه، حداقل سه بار پذیرش نمی‌شوند. در بیمارستانی در توکیو، بیماری سالمند و با مشکلات تنفسی، ۴۹ بار پذیرش نشد.
بیمه سلامت عمومی، حداقل ۷۰ درصد از هزینه‌های درمان غالب شهروندان را پوشش می‌دهد. حق بیمه ماهانه ۰ تا ۵۰ هزار ین هست. بیمه‌های تکمیلی خصوصی تنها برای پرداخت مشترک یا هزینه‌هایی که تحت پوشش نیست، در دسترس هست. همچنین بیمه‌های تکمیلی خصوصی، معمولاً به جای پرداخت هزینه تمام‌شده، مبلغ ثابتی را به ازای نوع جراحی یا هر روز در بیمارستان پرداخت می‌کند.
در سال ۲۰۰۵، ژاپن ۸/۲ درصد از تولید ناخالص داخلی خود را صرف خدمات درمانی کرد که معادل ۲۹۰۸ دلار به ازای هر نفر هست؛ و ۸۳ درصد آن به خرج دولت بود.

## ایدز
آمار ایدز در ژاپن به نسبت آمار جهانی کمتر هست. در سال ۱۹۸۵ اولین مورد ایدز در ژاپن گزارش شد و تا آوریل ۱۹۹۲، ۲۰۷۷ مورد ایدز به ثبت رسید. اقدامات مختلف دولتی برای آگاه رسانی دربارهٔ ایدز انجام شد. بااینحال هنوزجامعه ژاپن نسبت به ایدز و دیگر بیماری‌های آمیزشی، آگاهی کمی دارد. در سال ۱۹۸۸، صندوقی برای کمک به بیماران ایدز تأسیس شد.

## محیط زیست و سلامت

### تغییر اقلیم
الگوهای اقلیمی و آب‌وهوایی در ژاپن دچار تغییر شده، و دمای میانگین این کشور افزایش یافته هست. در نتیجه قشرهای آسیب‌پذیر جامعه مانند سالمندان در خطر بالایی قرار دارند. افزایش دما احتمال شیوع بیماری‌هایی مانند تب دنگی را افزایش می‌دهد.